# アイスランド古典叢書

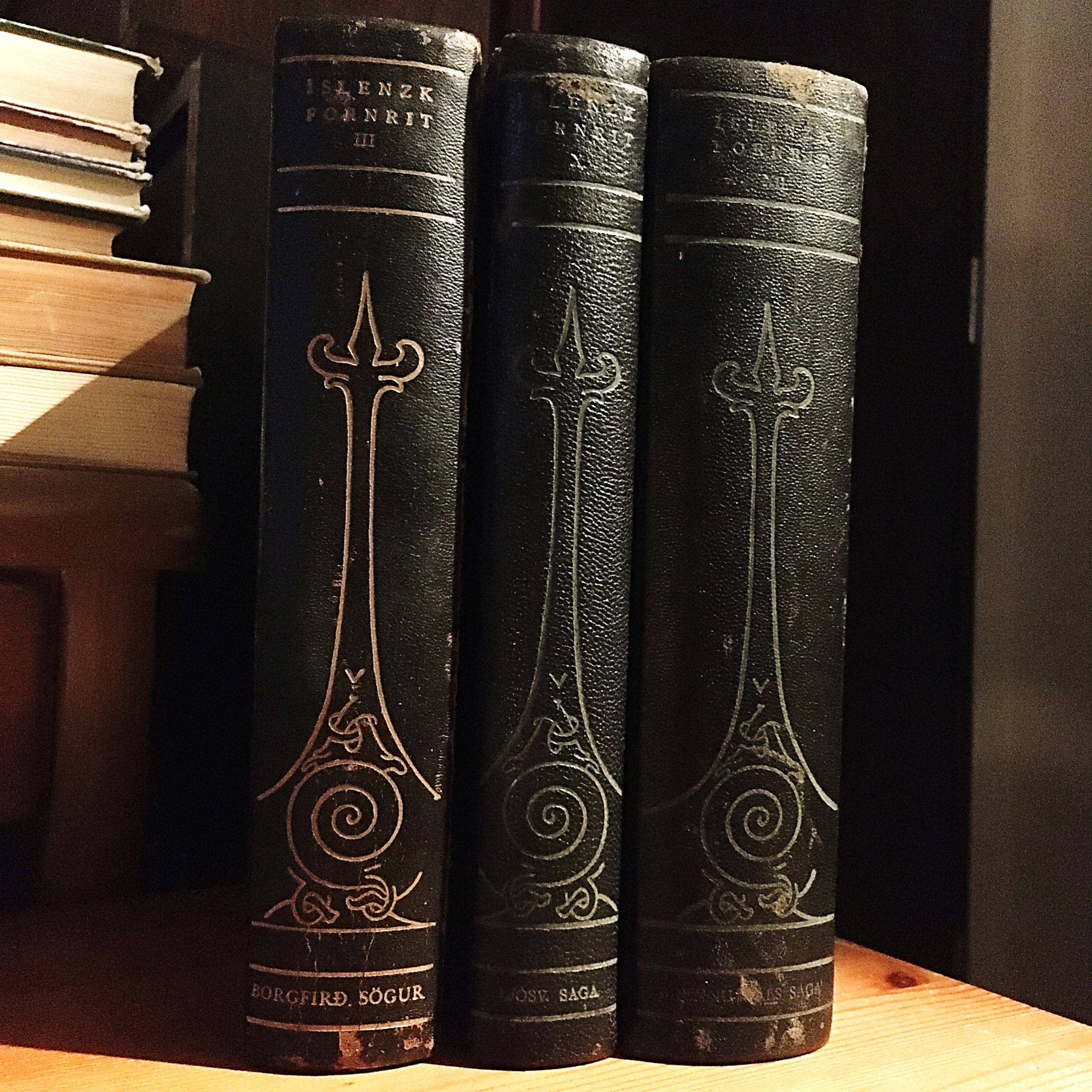
アイスランド古典叢書

アイスランド古典叢書（アイスランドこてんそうしょ、アイスランド語: Íslenzk fornrit）は、古アイスランド語テクスト協会によって刊行されている中世アイスランド文学の叢書である。
古アイスランド語テクスト協会（英語: The Old Icelandic Text Society、アイスランド語: Hið íslenzka fornritafélag）は文献刊行協会の一つであり、古アイスランド語のテクスト（アイスランド人のサガ、王のサガ、司教のサガなど）の標準発行元でもある。テクストに徹底的な序説と包括的な注釈をつけて発行している。
古アイスランド語テクスト協会は1928年にヨウン・アウスビェッソン（Jón Ásbjörnsson）によって設立され:2、1933年に「アイスランド古典叢書」（アイスランド語: Íslenzk fornrit）の名で知られる中世アイスランド文学の叢書の刊行を開始した:9, 48。この叢書は、ドイツ語の叢書「古ノルド語サガ・ビブリオテーク」（ドイツ語: Altnordische Saga-Bibliothek、1892年-1929年発行）のアイスランド語版として作られたものである:3。協会の出版物はアイスランド文学会（英語: The Icelandic Literary Society、アイスランド語: Hið íslenska bókmenntafélag）より販売されている:8。
アイスランド古典叢書はサガのテクストの標準とみなされている。たとえば、サガの日本語訳の一つである『アイスランドのサガ 中篇集』（ISBN 4486015517）は本叢書版を底本としている。